# Хемсекс
Хемсекс, скр. од хемијски секс (енг. Chemsex, chemical sex) је вољно коришћење наркотика током или пре секса или секс-журки како би се појачао сексуални доживљај. Овакво понашање је изузетно ризично у погледу пренос полно-преносивих болести.
Оваква пракса често се виђа међу МСМ популацијом (мушкарци који имају секс са мушкарцима) који иду на журке овог типа. Чак, хемсекс је чешће практикован од стране особа које се лече од инфекције ХИВ-ом, него код претходно здравих особа. Често се комбинује више супстанци и више сексуалних партнера/ки.

## Супстанце
Деведесетих најчешће коришћени наркотици за хемсекс су били канабис, екстази, амфетамин и кокаин. Данас су то ГХБ (γ-hydroxybutyric acid), мефедрон, метамфетамин (кристални мет), лекови против еректилне дисфункције и попери (алкил нитрити).

## Здравствене последице
Здравствене последице могу обухватити ризик од полно-преносивих инфекција и недоследност у узимању (евентуалних) лекова. То су индиректне последице.
Директне последице узимања поменутих наркотика могу бити:
- Бол у грудима,
- Главобоља,
- Тахикардија,
- Недостатак даха,
- Вртоглавица,
- Хроничне болести крвних судова, срца, нервног система...